# Comune di Esbjerg
Il comune di Esbjerg (in danese Billund Kommune) è un comune della Danimarca situato nella regione della Danimarca Meridionale (Syddanmark).
Capoluogo e sede amministrativa è la città omonima.
A partire dal 2007 quando è stata approvata la riforma dei comuni, il comune comprende oltre alla città di Esbjerg, anche i territori di Bramming e Ribe.
In seguito alla riforma amministrativa del 1º gennaio 2007 il comune è stato riformato accorpando i comuni di Bramming e Ribe e la località di Grimstrup che fino alla riforma ha fatto parte del comune di Helle.
Confina con il comune di Tønder a sud, con il comune di Haderslev a sud-est, con il comune di Vejen a est e con il comune di Varde a nord. Esbjerg è collegata via traghetto con il comune di Fanø sull'omonima isola a ovest.

## Centri abitati
I centri abitati principali del comune sono:
- Esbjerg (71 505)
- Ribe (8 295)
- Bramming (7 267)
- Tjæreborg (2 876)
- Gørding (1 758)